# Finala Ligii Campionilor 2012
Finala Ligii Campionilor UEFA 2012 a fost ultimul meci ce s-a jucat în Liga Campionilor UEFA 2011–2012, al 57-lea sezon al Ligii Campionilor UEFA. Meciul s-a disputat pe Allianz Arena din München, stadionul echipelor FC Bayern München și TSV 1860 München.
Acesta a fost prima finală a Ligii Campionilor ce a avut loc pe stadionul Allianz Arena (pentru finală se folosește numele de „Fußball Arena München”). A fost pentru prima dată, după 1984, când una dintre echipe a jucat pe stadionul propriu, Bayern fiind una dintre cele două echipe care închiriază Allianz Arena.
Echipele nu s-au mai întâlnit în acest sezon înainte de finală. Bayern a jucat opt finale reușind să câștige de patru ori, cel mai recent joc fiind finala pierdută în 2010, în timp ce Chelsea a reușit să ajungă în finală o singură dată, în 2008 pierzând la lovituri de departajare. Barcelona, campioana en-titre, a fost eliminată de Chelsea în semifinale. Niciuna dintre echipe nu a ajuns în finală în calitate de campionă a țării de proveniență (Bundesliga și Premier League, respectiv), cu toate că Chelsea a câștigat Cupa FA din 2012.
Ca urmare a câștigării trofeului, Chelsea a evoluat contra deținătoarei Europei League 2012, Atlético Madrid (Spania), în cadrul Supercupei Europei. De asemenea, echipa londoneză a reprezentat UEFA la Campionatul Mondial al Cluburilor FIFA 2012.

## Context
Gazda finalei, Bayern München, va încerca pentru prima dată să câștige trofeul pe propriul teren. Până la data meciului, Bayern München câștigase de 4 ori trofeul (în 1974, 1975, 1976 și 2001), jucând alte patru finale (în 1982, 1987, 1999, 2010). Cele două finaliste nu s-au mai întâlnit niciodată într-o finală de Liga Campionilor. Cu toate acestea, germanii au câștigat finala din 1975 împotriva englezilor de la Leeds United și a pierdut finalele din 1982 și 1999 împotriva celor de la Aston Villa, respectiv Manchester United. De partea cealaltă, Chelsea nu a câștigat niciodată trofeul și a jucat o singură finală pierdută dramatic în fața compatrioților de la Manchester United în 2008.

## Drumul spre München
| Echipă          | MJ | V | E | Î | GM | GP | DG  | Pct. |
| --------------- | -- | - | - | - | -- | -- | --- | ---- |
| Bayern München  | 6  | 4 | 1 | 1 | 11 | 6  | +5  | 13   |
| Napoli          | 6  | 3 | 2 | 1 | 10 | 6  | +4  | 11   |
| Manchester City | 6  | 3 | 1 | 2 | 9  | 6  | +3  | 10   |
| Villarreal      | 6  | 0 | 0 | 6 | 2  | 14 | −12 | 0    |

| Echipă           | MJ | V | E | Î | GM | GP | DG  | Pct. |
| ---------------- | -- | - | - | - | -- | -- | --- | ---- |
| Chelsea          | 6  | 3 | 2 | 1 | 13 | 4  | +9  | 11   |
| Bayer Leverkusen | 6  | 3 | 1 | 2 | 8  | 8  | 0   | 10   |
| Valencia         | 6  | 2 | 2 | 2 | 12 | 7  | +5  | 8    |
| Genk             | 6  | 0 | 3 | 3 | 2  | 16 | −14 | 3    |

## Mingea finalei
Adidas,firma care pune la dispoziție mingile pentru toate competițiile UEFA sau FIFA, a prezentat mingea finalei la data de 9 mai 2012.Pe minge a fost imprimată sigla Europa League și culorile roșu,galben și albastru,care reprezintă culorile steagului național al României.

## Înainte de meci

### Stadion

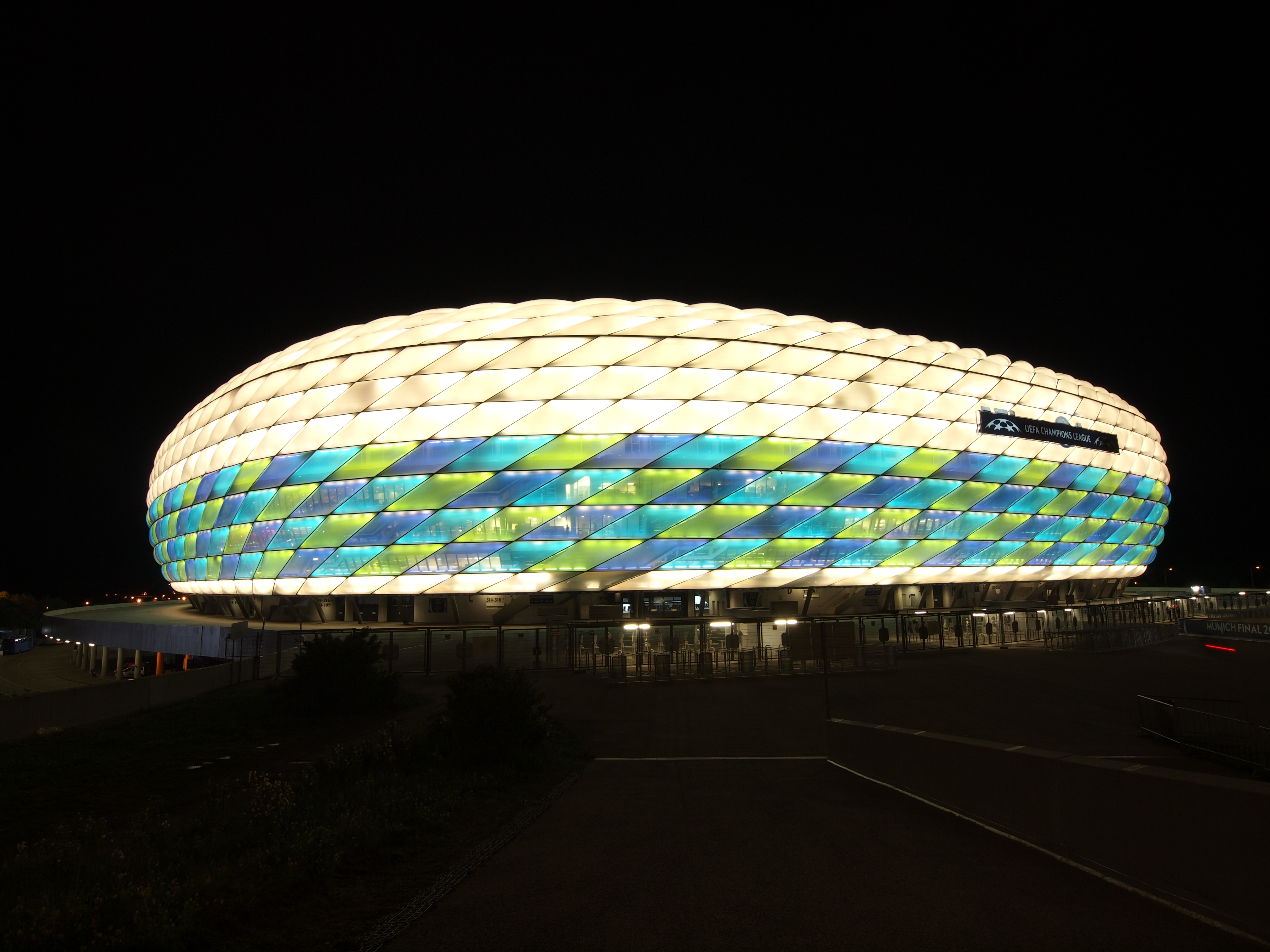
Allianz Arena în seara finalei

Finala din acest sezon a fost prima finală găzduită de noul stadion al echipei germane FC Bayern München, Allianz Arena. Finala Ligii Campionilor 1997 a fost gazduită de Olympiastadion, vechiul stadion al echipei germane.

### Bilete
Cele două finaliste au primit câte 17 500 de bilete pentru a le distribui suporterilor. Alte 7 000 de bilete au fost disponibile pe site-ul uefa.com. Celelalte tichete au fost rezervate comitetului organizatoric local, celor 53 de federații afiliate UEFA și partenerilor comerciali și mass-media.

### Ambasador
Fostul jucător german Paul Breitner a fost numit ambasadorul oficial al finalei.

### Festivalul și proiecțiile în direct
Festivalul UEFA Champions League a avut loc pe Olympiapark din München între 16 și 19 mai. Meciul a fost proiectat în direct pe Olympiastadion, cu o capacitate de 65 000 de locuri, o secțiune fiind rezervată și susținătorului lui Chelsea. O a doua proiecție în direct a avut loc pe Theresienwiese, locul de desfășurare al celebrului Oktoberfest.

## Meci

### Detalii
| FC Bayern München                            | 1–1 (4–5 după lovituri de departajare) (d.p.) | Chelsea FC                            |
| -------------------------------------------- | --------------------------------------------- | ------------------------------------- |
| Müller 83'                                   | Cronică                                       | Drogba 88'                            |
| Lahm · Gómez · Neuer · Olić · Schweinsteiger | 3–4                                           | Mata · Luiz · Lampard · Cole · Drogba |

| Bayern | Chelsea |

|               |    |                         |    |     |
|               |    |                         |    |     |
| P             | 1  | Manuel Neuer            |    |     |
| F             | 21 | Philipp Lahm (c)        |    |     |
| F             | 44 | Anatoli Tîmoșciuk       |    |     |
| F             | 17 | Jérôme Boateng          |    |     |
| F             | 26 | Diego Contento          |    |     |
| M             | 31 | Bastian Schweinsteiger0 | 2' |     |
| M             | 39 | Toni Kroos              |    |     |
| M             | 10 | Arjen Robben            |    |     |
| M             | 25 | Thomas Müller           |    | 87' |
| M             | 7  | Franck Ribéry           |    | 97' |
| A             | 33 | Mario Gómez             |    |     |
| Rezerve:      |    |                         |    |     |
| P             | 22 | Hans-Jörg Butt          |    |     |
| F             | 5  | Daniel van Buyten       |    | 87' |
| F             | 13 | Rafinha                 |    |     |
| M             | 14 | Takashi Usami           |    |     |
| M             | 23 | Danijel Pranjić         |    |     |
| A             | 9  | Nils Petersen           |    |     |
| A             | 11 | Ivica Olić              |    | 97' |
| Antrenor:     |    |                         |    |     |
| Jupp Heynckes |    |                         |    |     |

|                   |    |                   |      |     |
|                   |    |                   |      |     |
| P                 | 1  | Petr Čech         |      |     |
| F                 | 17 | José Bosingwa     |      |     |
| F                 | 24 | Gary Cahill       |      |     |
| F                 | 4  | David Luiz        | 86'  |     |
| F                 | 3  | Ashley Cole       | 81'  |     |
| M                 | 12 | John Obi Mikel    |      |     |
| M                 | 8  | Frank Lampard (c) |      |     |
| M                 | 21 | Salomon Kalou     |      | 84' |
| M                 | 10 | Juan Manuel Mata  |      |     |
| M                 | 34 | Ryan Bertrand     |      | 73' |
| A                 | 11 | Didier Drogba     | 94'  |     |
| Rezerve:          |    |                   |      |     |
| P                 | 22 | Ross Turnbull     |      |     |
| F                 | 19 | Paulo Ferreira    |      |     |
| M                 | 5  | Michael Essien    |      |     |
| M                 | 6  | Oriol Romeu       |      |     |
| M                 | 15 | Florent Malouda   |      | 73' |
| A                 | 23 | Daniel Sturridge  |      |     |
| A                 | 9  | Fernando Torres   | 120' | 84' |
| Antrenor:         |    |                   |      |     |
| Roberto Di Matteo |    |                   |      |     |

| Omul meciului: Didier Drogba (Chelsea) \| Arbitri asistenți: Bertino Miranda (Portugalia) Ricardo Santos (Portugalia) Arbitru de rezervă: Carlos Velasco Carballo (Spania) Arbitri asistenți suplimentari: Manuel De Sousa (Portugalia) Duarte Gomes (Portugalia) \| Regulile meciului[12] - 90 de minute. - 30 de minute de prelungiri dacă este necesar. - Lovituri de departajare dacă scorul rămâne egal. - Șapte rezerve numite. - Maxim trei schimbări. \| | |
| Arbitri asistenți: Bertino Miranda (Portugalia) Ricardo Santos (Portugalia) Arbitru de rezervă: Carlos Velasco Carballo (Spania) Arbitri asistenți suplimentari: Manuel De Sousa (Portugalia) Duarte Gomes (Portugalia) | Regulile meciului - 90 de minute. - 30 de minute de prelungiri dacă este necesar. - Lovituri de departajare dacă scorul rămâne egal. - Șapte rezerve numite. - Maxim trei schimbări. |

### Statistici
|                   | Bayern | Chelsea |
| ----------------- | ------ | ------- |
| Goluri marcate    | 0      | 0       |
| Total șuturi      | 13     | 2       |
| Șuturi pe poartă  | 2      | 1       |
| Apărate           | 1      | 2       |
| Posesia mingii    | 60%    | 40%     |
| Cornere           | 8      | 0       |
| Faulturi          | 4      | 9       |
| Ofsaiduri         | 0      | 1       |
| Cartonașe galbene | 1      | 0       |
| Cartonașe roșii   | 0      | 0       |

|                   | Bayern | Chelsea |
| ----------------- | ------ | ------- |
| Goluri marcate    | 1      | 1       |
| Total șuturi      | 14     | 5       |
| Șuturi pe poartă  | 4      | 2       |
| Apărate           | 1      | 3       |
| Posesia mingii    | 52%    | 48%     |
| Cornere           | 9      | 1       |
| Faulturi          | 6      | 9       |
| Ofsaiduri         | 1      | 0       |
| Cartonașe galbene | 0      | 2       |
| Cartonașe roșii   | 0      | 0       |

|                   | Bayern | Chelsea |
| ----------------- | ------ | ------- |
| Goluri marcate    | 0      | 0       |
| Total șuturi      | 8      | 2       |
| Șuturi pe poartă  | 1      | 0       |
| Apărate           | 0      | 1       |
| Posesia mingii    | 59%    | 41%     |
| Cornere           | 3      | 0       |
| Faulturi          | 4      | 8       |
| Ofsaiduri         | 0      | 1       |
| Cartonașe galbene | 0      | 2       |
| Cartonașe roșii   | 0      | 0       |

|                   | Bayern | Chelsea |
| ----------------- | ------ | ------- |
| Goluri marcate    | 1      | 1       |
| Total șuturi      | 35     | 9       |
| Șuturi pe poartă  | 7      | 3       |
| Apărate           | 2      | 6       |
| Posesia mingii    | 56%    | 44%     |
| Cornere           | 20     | 1       |
| Faulturi          | 14     | 26      |
| Ofsaiduri         | 1      | 2       |
| Cartonașe galbene | 1      | 4       |
| Cartonașe roșii   | 0      | 0       |